# Хоккей с шайбой в Туркменистане
Хоккей с шайбой в Туркменистане начал развиваться в 2010-е годы.
В советский период и первые годы независимости хоккей в Туркмении не имел возможностей для развития: регулярный естественный лёд в силу климата в республике не мог существовать, а искусственного здесь не было.
Первый ледовый дворец вместимостью в Туркменистане появился в 2006 году в Ашхабаде по инициативе тогдашнего президента Сапармурата Ниязова. Его вместимость — 1000 зрителей. В 2011 году также в столице был построен комплекс зимних видов спорта с ареной 60х30 метров на 10 тысяч зрителей.
В 2012 году была создана Федерация хоккея Туркменистана. В том же году состоялся турнир за Кубок президента, в котором участвовали 4 команды: «Огуз хан», «Алп Арслан», «Шир» и «Бургут».
В октябре 2013 года стартовал первый в истории чемпионат республики по хоккею с шайбой. В нём участвовали 8 команд. Особенность туркменского клубного хоккея состоит в том, что каждый из клубов в соответствии с инициативой президента Гурбангулы Бердымухамедова представляет министерства, учреждения, государственные вузы. Первым чемпионом Туркмении стал «Галкан» из Ашхабада — команда министерства внутренних дел, которая выиграла и все последующие чемпионаты. Четыре лучших команды чемпионата разыгрывают Кубок Туркмении.
В 2011 году была впервые сформирована сборная Туркменистана по хоккею с шайбой — её составили игроки ашхабадских команд «Огуз хан», «Алп Арслан», «Шир» и «Бургут». В 2013 году она провела первый международный матч, в котором выиграла у сборной Минска — 7:2. Командой руководил Рустам Керимов.
15 мая 2015 года Федерация хоккея Туркменистана была принята в Международную федерацию хоккея на льду. С 15 января 2017 года ею руководит Джора Худайбердыев.
В 2016 году сборную Туркменистана возглавил Байрам Аллаяров. Под его руководством команда провела первый официальный матч: 18 февраля 2017 года она выиграла у сборной Малайзии — 9:2.
Сборная Туркменистана — самая успешная команда Средней Азии после сборной Казахстана. В 2017 году она выиграла второй дивизион зимних Азиатских игр в Саппоро, в 2018 году — квалификацию третьего дивизиона чемпионата мира, в 2019 году заняла 3-е место в третьем дивизионе.
В Туркменистане насчитывается 5 ледовых катков, в стране зарегистрированы 307 хоккеистов — 89 мужчин и 218 юношей. Женский хоккей в республике не культивируется.